# Raúl Schurjin
Raúl Schurjin (Mendoza, 17 de febrero de 1907 - Buenos Aires el 30 de junio de 1983) fue un pintor y dibujante argentino. 

## Biografía
Nacido en Mendoza, estudia en la Academia Nacional de Bellas Artes de Buenos Aires, pero vive y desarrolla gran parte de su obra en Santa Fe, por lo que es considerado un pintor santafesino por adopción.
De niño escapa a Buenos Aires, donde vive de lustrabotas y canillita, al mismo tiempo que incursiona en la pintura. Recibe una crucial ayuda del maestro Emilio Centurión, a quien conoce por casualidad.
En su primera juventud adulta se traslada a Santa Fe. Allí conoce y se casa con Blanca Peñalva, junto a quien tienen dos hijos. Funda la Escuela de Artes y Oficios de San Lorenzo, en 1936, y ejerce la docencia, como profesor de dibujo y pintura en distintas ciudades santafecinas.
Cultiva el retrato y la pintura de tipos y costumbres santafesinos, con acento expresionista y caricaturesco. Sus cuadros están inspirados en tipos del litoral, de ese litoral cuya larga costa le ha ofrecido motivos para las muy típicas series de las costeritas.
Obtiene el primer premio del Salón de Artistas Locales de Santa Fe (1928), la medalla de oro del Salón Provincial de Santa Fe (1940), el primer premio del Salón Anual de Arte de Mendoza (1949) y una mención en el Salón Anual de Rosario (1951).
Organiza el primer Salón Anual de Arte Joaquín V. González de La Rioja (1950) y funda el Museo Municipal de Bellas Artes de la misma ciudad. Asimismo, realiza numerosas exposiciones individuales por todo el país, destacándose galerías de Mar del Plata, Santa Fe, Córdoba, Entre Ríos, Mendoza, Chaco, Corrientes y ciudad de Buenos Aires. En 1955 tras el golpe de Estado sería desvinculado del museo y perseguido por el gobierno dictatorial de Eduardo Lonardi, el museo sería intervenido y parte de sus obras destruidas por comandos civiles. En 1956 se exilia en París durante tres años recorre Europa para volver al país a principios de 1960.
El Museo de Bellas Artes de la Boca, el Museo Provincial Rosa Galisteo de Rodríguez, el Museo Municipal de Bellas Artes de Santa Fe y el Municipal de Bellas Artes de Luján, poseen obras suyas. Un óleo, atípico por su particular dimensión, forma parte de la colección permanente del Museo Arte Tigre.
En 1960 —gracias al mecenazgo de Federico Fernández de Monjardín— Raúl Schurjin expone exitosamente su obra en Europa. En su gira pasa por Londres, Zúrich, Roma y Hamburgo, vendiendo la totalidad de sus pinturas.
De su serie de cuadros sobre la masacre nuclear de Japón, al fin de la Segunda Guerra Mundial, se destaca ¨El hongo y la rosa¨, obra que ingresa al Museo Memorial de la Paz de Hiroshima en 1988, tras un minucioso estudio por especialistas.

## Relación con exponentes de la literatura
Raúl Schurjin mantuvo una estrecha relación con el ambiente literario. Vivió una intensa amistad con Raúl González Tuñón, Fernán Félix de Amador, Emilio Lamothe, Susana Esther Soba, Arnoldo Liberman y Abelardo Castillo, entre otras figuras de las letras. También con el guatemalteco Miguel Ángel Asturias, el cubano Nicolás Guillén y el paraguayo Augusto Roa Bastos. Muchas de estas personalidades contaron con ilustraciones de Schurjin en sus libros y escribieron sobre el pintor.
La esencia de Raúl Schurjin y su labor fue magistralmente descripta por el poeta santafesino y amigo, José Pedroni, en este poema:
Schurjin: No te acobardas de lo triste
porque tienes de amor a la Tristeza.
Tu placer es dejar que te conquiste:
y lleno estás de su naturaleza.
Ceñida por tu brazo, ella te asiste
deshojada del suelo a la cabeza,
y su desnudo, donde el día existe,
te baña de verdad y de belleza.
Glorificado, tu dolor se viste
de flor en vaso de agua, de cereza,
de niña azul en un ambiente triste.
Porque tienes de amor a la Tristeza.
Porque todo te dio, todo lo diste,
y lleno estás de su naturaleza.

## Largometraje documental "Schurjin, el pintor"
En 2020 se estrenó el filme documental "Schurjin, el pintor", rodado bajo la dirección de Martín Vaisman, con apoyo del INCAA (2016) y de Mecenazgo CABA (2018).
La película reanima la figura y obra de Raúl Schurjin, a partir de una búsqueda personal, familiar y de sello artístico que emprende Daniel Schurjin Almenar, nieto del pintor, como investigador y narrador coprotagonista, con la ayuda del coral relato de distintas figuras de nuestra cultura que se brindaron en la tarea reconstructiva: Liliana Heker, Nanzi Vallejo, Marcelo Pombo, Guillermo Aleu y Margarita Monjardín, entre otras personalidades.
El documental fue parte de la selección oficial "Cultura en casa - Ciclo de documentales argentinos” (Buenos Aires - 2020); “V Festival de Cine Etnográfico de Ecuador” (2020); “4to Festival internacional Luz del Desierto” (Argentina - 2020) y “Lift-Off Global Network 2020” (Inglaterra - 2020). También fue declarado de interés cultural por la Legislatura Porteña en 2020.